# Tweestreepsigaar
De tweestreepsigaar (Sigara limitata) is een wants uit de familie van de Corixidae (Duikerwantsen). De soort werd het eerst wetenschappelijk beschreven door Franz Xaver Fieber in 1848.

## Uiterlijk
De zwartbruine wants heeft, als volwassen dier, altijd volledige vleugels en kan 6 tot 6.5 mm lang worden. Het halsschild is net als de voorvleugels zwartbruin en heeft acht gele, regelmatige dwarsstrepen. De kop en de pootjes zijn geheel geel. Op de voorvleugels bevinden zich bij het begin van de clavus regelmatige dwarslijnen. De dwarslijnen op het middendeel
van de vleugels zijn onregelmatig en onderbroken door twee zwarte lengtelijnen. Tussen het hoornachtige deel en het vliezige doorzichtige gedeelte van de voorvleugels loopt een gele lijn. De tweestreepsigaar lijkt op de driestreepsigaar (Sigara semistriata), bij die soort worden de lichte dwarslijnen op het corium van de voorvleugels onderbroken door drie lengtelijnen, in plaats van twee.

## Leefwijze
De wants overwintert als imago en de soort kent één enkele generatie per jaar. Ze komen vooral voor in stilstaande of langzaamstromende wateren met weinig voedsel en vegetatie.

## Leefgebied
In Nederland komt de soort voornamelijk in het oosten voor en is vrij zeldzaam. De soort komt verder voor in Europa en delen van West- en Midden-Azië.